# Famille Godart de Belbeuf
Pour les articles homonymes, voir Godart de Belbeuf, Godart et Belbeuf (homonymie).
La famille Godart de Belbeuf est une famille noble originaire de Normandie. Anoblie en 1587, elle possède depuis plusieurs siècles la terre de Belbeuf, érigée en marquisat en 1719.

## Historique
En 1906, au décès de Jacques Godart de Belbeuf, sixième marquis de Belbeuf (1850-1906), époux de Mathilde de Morny (dite "Missy"), se termine la longue lignée mâle de ce nom.

## Personnalités
- Jean Pierre Prosper Godart de Belbeuf (1725-1811), procureur général au parlement de Normandie et grand panetier de Normandie.
- Pierre-Augustin Godart de Belbeuf (1730-1808), dernier évêque d’Avranches.
- Louis-Pierre-François Godart de Belbeuf (1757-1832), homme politique français.
- Antoine-Louis-Pierre-Joseph Godart de Belbeuf (1791-1872), magistrat et homme politique français.

## Armes
Ses armes sont : d'azur, au chevron d'argent, accompagné en chef de deux molettes d'éperon d'or, et en pointe d'une rose tigée et feuillée du même.

## Alliances
Les principales alliances de la famille sont :
- XVIIIe siècle : de L'Averdy, Le Petit d'Aveine, Le Sens de Folleville ;
- XIXe siècle : de Bernon, Huchet de Quénetain, de Mathan, de Morny, Siméon, Terray.

## Propriétés
- Château de Belbeuf
- Château de Gouy

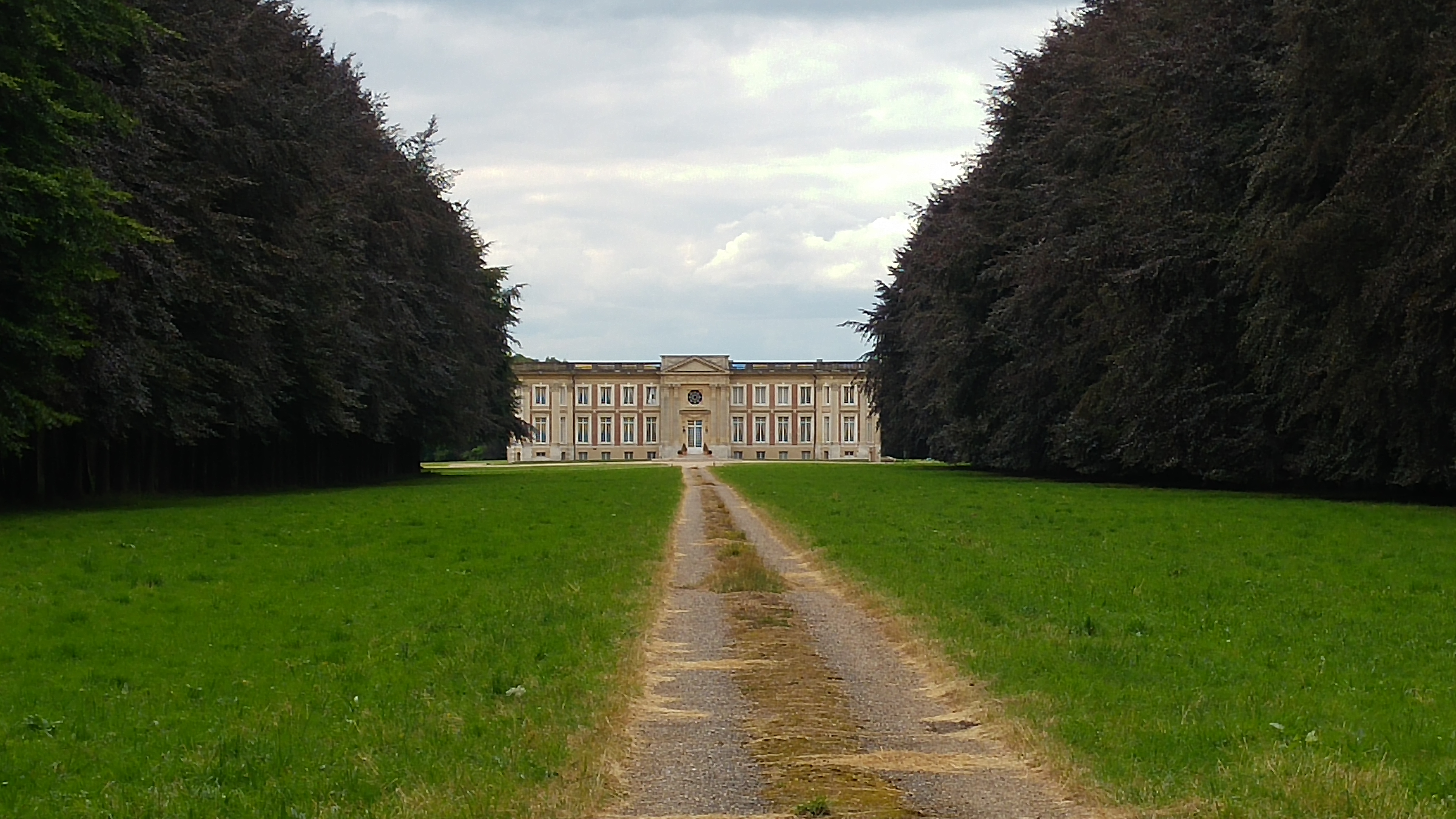
Château de Belbeuf

- Demeure Godart de Belbeuf (Bracquetuit), jadis bien de la famille